# جایزه ستلایت بهترین بازیگر نقش مکمل مرد – فیلم سینمایی
جایزه ستلایت بهترین بازیگر نقش مکمل مرد – فیلم سینمایی (به انگلیسی: Satellite Award for Best Supporting Actor – Motion Picture) یکی از جوایز سالانه ستلایت است که توسط آکادمی بین‌المللی مطبوعات اهدا می‌شود. از سال ۱۹۹۶ تا ۲۰۰۵ دو رده برای بهترین بازیگر نقش مکمل مرد ارائه می‌شد؛ یک رده برای فیلم‌های درام و رده دیگر برای فیلم‌های کمدی یا موزیکال در نظر گرفته می شد. در سال ۲۰۰۶ این دو رده با یکدیگر ترکیب شدند و رده کنونی را بدون تمایز در ژانر ایجاد کردند.

## برندگان و نامزدها
برندگان به‌صورت پررنگ قرار گرفته‌اند.

### درام (۲۰۰۵–۱۹۹۶)
| سال  | بازیگر           | فیلم                     | نقش                   |
| ---- | ---------------- | ------------------------ | --------------------- |
| ۱۹۹۶ | آرمین مولر-اشتال | درخشش                    | پیتر هلفگات           |
| ۱۹۹۶ | استیو بوشمی      | فارگو                    | کارل شوالتر           |
| ۱۹۹۶ | رابرت کارلایل    | رگ‌یابی                   | فرانسیس «فرانکو» بگبی |
| ۱۹۹۶ | جرمی آیرونز      | زیبایی ربوده‌شده          | الکس پریش             |
| ۱۹۹۶ | جان لینچ         | مال فلاندرز              | جاناتان (آرتیست)      |
| ۱۹۹۶ | پل اسکوفیلد      | بوته آزمایش              | توماس دنفورث          |
| ۱۹۹۷ | برت رینولدز      | شب‌های عیاشی              | جک هورنر              |
| ۱۹۹۷ | بیلی کانلی       | خانم براون               | جان براون             |
| ۱۹۹۷ | دنی دویتو        | دلال بیمه                | دک شیفلت              |
| ۱۹۹۷ | ساموئل ال. جکسون | جویبار ایو               | لوئی باتیست           |
| ۱۹۹۷ | رابین ویلیامز    | ویل هانتینگ خوب          | دکتر شان مگوایر       |
| ۱۹۹۸ | دونالد ساترلند   | بدون محدودیت             | بیل باورمن            |
| ۱۹۹۸ | رابرت دووال      | فعالیت مدنی              | جروم فاکر             |
| ۱۹۹۸ | جیسون پاتریک     | دوستان و همسایگانت       | کری                   |
| ۱۹۹۸ | بیلی باب تورنتون | یک نقشه ساده             | جاکوب میچل            |
| ۱۹۹۸ | تام سایزمور      | نجات سرباز رایان         | مایک هوارث            |
| ۱۹۹۹ | هری لنیکس        | تیتوس                    | آرون                  |
| ۱۹۹۹ | تام کروز         | مگنولیا                  | فرانک «تی.جی.» مکی    |
| ۱۹۹۹ | مایکل کین        | قوانین خانه سایدر        | ویلبور لارچ           |
| ۱۹۹۹ | دوگ هاتچیسون     | مسیر سبز                 | پرسی وتمور            |
| ۱۹۹۹ | جود لا           | آقای ریپلی بااستعداد     | دیکی گرینلیف          |
| ۱۹۹۹ | کریستوفر پلامر   | نفوذی                    | مایک والاس            |
| ۲۰۰۰ | بروس گرینوود     | سیزده روز                | جان اف. کندی          |
| ۲۰۰۰ | جف بریجز         | رقیب                     | جکسون ایوانز          |
| ۲۰۰۰ | بنیسیو دل تورو   | قاچاق                    | خاویر رودریگز         |
| ۲۰۰۰ | رابرت دنیرو      | مردان افتخار             | بیلی ساندی            |
| ۲۰۰۰ | آلبرت فینی       | ارین براکویچ             | ادوارد ال. مسری       |
| ۲۰۰۰ | واکین فینیکس     | گلادیاتور                | کومودوس               |
| ۲۰۰۱ | بن کینگزلی       | جانور سکسی               | دون لوگان             |
| ۲۰۰۱ | جیم برودبنت      | آیریز                    | جان بیلی              |
| ۲۰۰۱ | بیلی کروداپ      | شارلوت گری               | جولین لیوید           |
| ۲۰۰۱ | اد هریس          | ذهن زیبا                 | ویلیام پارچر          |
| ۲۰۰۱ | ایان مک‌کلن       | ارباب حلقه‌ها: یاران حلقه | گندالف                |
| ۲۰۰۱ | گوران ویسنجیک    | پایان عمیق               | الک «ال» اسپرا        |
| ۲۰۰۲ | دنیس هیزبرت      | دور از بهشت              | ریموند دیگان          |
| ۲۰۰۲ | جرمی دیویس       | سولاریس                  | اسنو                  |
| ۲۰۰۲ | ویگو مورتنسن     | ارباب حلقه‌ها: دو برج     | آراگورن               |
| ۲۰۰۲ | پل نیومن         | جاده‌ای به‌سوی تباهی       | جان رونی              |
| ۲۰۰۲ | آلفرد مولینا     | فریدا                    | دیه‌گو ریورا           |
| ۲۰۰۲ | دنیس کواید       | دور از بهشت              | فرانک ویتاکر          |
| ۲۰۰۳ | جایمن هانسو      | در آمریکا                | متئو                  |
| ۲۰۰۳ | الک بالدوین      | خنک‌کننده                 | شلی کاپلو             |
| ۲۰۰۳ | جف بریجز         | سیبیسکوت                 | چارلز اس. هووارد      |
| ۲۰۰۳ | بنیسیو دل تورو   | ۲۱ گرم                   | جک جوردن              |
| ۲۰۰۳ | عمر شریف         | موسیو ابراهیم            | ابراهیم دمیلجی        |
| ۲۰۰۳ | کن واتانابه      | آخرین سامورایی           | موریتسوگو کاتسوموتو   |
| ۲۰۰۴ | کریستوفر واکن    | حوالی زانویی             | ترنر لیر              |
| ۲۰۰۴ | دیوید کارادین    | بیل را بکش: بخش ۲        | بیل                   |
| ۲۰۰۴ | جیمی فاکس        | وثیقه                    | مکس دیوروچر           |
| ۲۰۰۴ | آلفرد مولینا     | مرد عنکبوتی ۲            | دکتر اختاپوس          |
| ۲۰۰۴ | کلایو اوون       | نزدیک‌تر                  | لری گری               |
| ۲۰۰۴ | پیتر سارسگارد    | کینزی                    | کلاید مارتین          |
| ۲۰۰۵ | دنی هوستون       | باغبان وفادار            | سندی وودرو            |
| ۲۰۰۵ | کریس کوپر        | کاپوتی                   | الوین دوی             |
| ۲۰۰۵ | جیک جیلنهال      | کوهستان بروکبک           | جک توئیست             |
| ۲۰۰۵ | ادوارد نورتون    | قلمرو بهشت               | بالدوین چهارم         |
| ۲۰۰۵ | میکی رورک        | شهر گناه                 | مارو                  |
| ۲۰۰۵ | پیتر سارسگارد    | جارهد                    | آلن تروی              |

### موزیکال یا کمدی (۲۰۰۵–۱۹۹۶)
| سال  | بازیگر             | فیلم                                     | نقش                        |
| ---- | ------------------ | ---------------------------------------- | -------------------------- |
| ۱۹۹۶ | کوبا گودینگ جونیور | جری مگوایر                               | راد تیدول                  |
| ۱۹۹۶ | وودی آلن           | همه می‌گویند دوستت دارم                   | جو برلین                   |
| ۱۹۹۶ | دنی دویتو          | متیلدا                                   | هری ورم‌وود                 |
| ۱۹۹۶ | جین هکمن           | قفس پرنده                                | کوین کیلی                  |
| ۱۹۹۶ | ایان مک‌کلن         | کلد کامفرت فارم                          | آموس استارکادر             |
| ۱۹۹۷ | روپرت اورت         | عروسی بهترین دوست من                     | جرج داونس                  |
| ۱۹۹۷ | مارک ادی           | فول مانتی                                | دیو هورسفال                |
| ۱۹۹۷ | کوبا گودینگ جونیور | بهتر از این نمی‌شه                        | فرانک ساش                  |
| ۱۹۹۷ | گرگ کینر           | بهتر از این نمی‌شه                        | سایمون بیشاپ               |
| ۱۹۹۷ | ریپ تورن           | مردان سیاه‌پوش                            | مامور زد                   |
| ۱۹۹۸ | بیل مری            | راشمور                                   | هرمان بلوم                 |
| ۱۹۹۸ | جف دانیلز          | پلیزنتویل                                | بیل جانسون                 |
| ۱۹۹۸ | جان گودمن          | لبوفسکی بزرگ                             | والتر سابچاک               |
| ۱۹۹۸ | بیل نای            | هنوز دیوانه                              | ری سیمس                    |
| ۱۹۹۸ | جفری راش           | شکسپیر عاشق                              | فیلیپ هنسلو                |
| ۱۹۹۹ | ویلیام اچ میسی     | هپی، تگزاس                               | چپی دنت                    |
| ۱۹۹۹ | دن هدایا           | دیک                                      | ریچارد نیکسون              |
| ۱۹۹۹ | ریس ایفانز         | ناتینگ هیل                               | اسپایک                     |
| ۱۹۹۹ | بیل مری            | گهواره خواهد جنبید                       | تامی کریکشاو               |
| ۱۹۹۹ | وینگ ریمز          | احیای مردگان                             | مارکوس                     |
| ۱۹۹۹ | آلن ریکمن          | دگما                                     | متاترون                    |
| ۲۰۰۰ | ویلم دفو           | سایه خون‌آشام                             | ماکس شرک                   |
| ۲۰۰۰ | فیلیپ سیمور هافمن  | تقریباً مشهور                             | لستر بنگز                  |
| ۲۰۰۰ | مورگان فریمن       | پرستار بتی                               | چارلی                      |
| ۲۰۰۰ | تیم بلیک نلسون     | ای برادر، کجایی؟                         | دلمار اودانل               |
| ۲۰۰۰ | برد پیت            | قاپ‌زنی                                   | میکی اونیل                 |
| ۲۰۰۰ | اوون ویلسون        | ظهر شانگهای                              | روی اوبانون                |
| ۲۰۰۱ | جیم برودبنت        | مولن روژ!                                | هارولد زیدلر               |
| ۲۰۰۱ | استیو بوشمی        | دنیای روح                                | سیمور                      |
| ۲۰۰۱ | هیو گرانت          | خاطرات بریجت جونز                        | دنیل کلیور                 |
| ۲۰۰۱ | کارل راینر         | یازده یار اوشن                           | سائول بلوم                 |
| ۲۰۰۱ | بن استیلر          | خانواده اشرافی تننبام                    | چاس تننبام                 |
| ۲۰۰۱ | اوون ویلسون        | خانواده اشرافی تننبام                    | الی کش                     |
| ۲۰۰۲ | مایکل کنستانتین    | عروسی یونانی پرریخت‌وپاش و بزرگ من        | کاستاس «گاس» پورتوکالوس    |
| ۲۰۰۲ | کریس کوپر          | اقتباس                                   | جان لاروش                  |
| ۲۰۰۲ | جیک جیلنهال        | دختر خوب                                 | توماس «هولدن» ورتر         |
| ۲۰۰۲ | فیلیپ سیمور هافمن  | عشق پریشان                               | دین ترامبل                 |
| ۲۰۰۲ | نیکی کت            | فول فرانتال                              | آدولف هیتلر                |
| ۲۰۰۲ | جان سی ریلی        | دختر خوب                                 | فیل لست                    |
| ۲۰۰۳ | یوجین لوی          | طوفان سهمگین                             | میچ کوهن                   |
| ۲۰۰۳ | جانی دپ            | روزی روزگاری در مکزیک                    | شلدون جفری سندز (جک بی‌چشم) |
| ۲۰۰۳ | بیل نای            | در واقع عشق                              | بیلی مک                    |
| ۲۰۰۳ | سم راکول           | مردان چوب‌کبریتی                          | فرانک مرسر                 |
| ۲۰۰۳ | جفری راش           | دزدان دریایی کارائیب: نفرین مروارید سیاه | هکتور باربوسا              |
| ۲۰۰۳ | توماس سنگستر       | در واقع عشق                              | سم                         |
| ۲۰۰۴ | توماس هیدن چرچ     | راه‌های فرعی                              | جک کول                     |
| ۲۰۰۴ | جوزف فاینز         | تاجر ونیزی                               | باسانیو                    |
| ۲۰۰۴ | جرمی آیرونز        | جولیا بودن                               | مایکل گاسلین               |
| ۲۰۰۴ | پیتر سارسگارد      | ایالت گلستان                             | مارک                       |
| ۲۰۰۴ | مارک والبرگ        | قلب من هاکبی                             | تامی کورن                  |
| ۲۰۰۴ | پاتریک ویلسون      | شبح اپرا                                 | وایکانت رائول د چاگنی      |
| ۲۰۰۵ | وال کیلمر          | بوس بوس بنگ بنگ                          | «گی» پری فن شرایک          |
| ۲۰۰۵ | تام آرنولد         | پایان شاد                                | فرانک مک‌کی                 |
| ۲۰۰۵ | کوربین برنسن       | بوس بوس بنگ بنگ                          | هارلان دکستر               |
| ۲۰۰۵ | استیو کوگان        | پایان شاد                                | چارلی پپیتون               |
| ۲۰۰۵ | کریگ تی. نلسن      | خانواده استون                            | کلی استون                  |
| ۲۰۰۵ | جیسون شوارتزمن     | دختر فروشنده                             | جرمی                       |

### فیلم
| سال            | بازیگر                   | فیلم                               | نقش                               |
| -------------- | ------------------------ | ---------------------------------- | --------------------------------- |
| ۲۰۰۶           | لئوناردو دی‌کاپریو        | رفتگان                             | ویلیام «بیلی» کاستیگان جونیور     |
| ۲۰۰۶           | آلن آرکین                | میس سان‌شاین کوچولو                 | ادوین هوور                        |
| ۲۰۰۶           | آدام بیچ                 | پرچم‌های پدران ما                   | آیرا هیز                          |
| ۲۰۰۶           | جک نیکلسون               | رفتگان                             | فرانک کاستلو                      |
| ۲۰۰۶           | برد پیت                  | بابل                               | ریچارد جونز                       |
| ۲۰۰۶           | دونالد ساترلند           | شفق شمالی                          | رونالد شورتر                      |
| ۲۰۰۷           | کیسی افلک                | قتل جسی جیمز به‌دست رابرت فورد بزدل | رابرت فورد                        |
| ۲۰۰۷           | تام ویلکینسون            | مایکل کلیتون                       | آرتور ادنس                        |
| ۲۰۰۷           | خاویر باردم              | جایی برای پیرمردها نیست            | آنتون چیگر                        |
| ۲۰۰۷           | برایان کاکس              | زودیاک                             | ملوین بلی                         |
| ۲۰۰۷           | جف دانیلز                | مراقب                              | لِویس                              |
| ۲۰۰۷           | بن فاستر                 | ۳:۱۰ به یوما                       | چارلی پرینس                       |
| ۲۰۰۸           | مایکل شنون               | جاده انقلابی                       | جان گیوینگز جونیور                |
| ۲۰۰۸           | رابرت داونی جونیور       | تندر استوایی                       | کرک لازاروس                       |
| ۲۰۰۸           | جیمز فرانکو              | میلک                               | اسکات اسمیت                       |
| ۲۰۰۸           | فیلیپ سیمور هافمن        | تردید                              | پدر برندان فلاین                  |
| ۲۰۰۸           | هیث لجر (پس از مرگ)      | شوالیه تاریکی                      | جوکر                              |
| ۲۰۰۸           | راده شربجیا              | قطعات فراری                        | آتوس                              |
| ۲۰۰۹           | کریستف والتس             | حرامزاده‌های لعنتی                  | هانس لاندا                        |
| ۲۰۰۹           | وودی هرلسون              | پیام‌آور                            | کاپیتان تونی استون                |
| ۲۰۰۹           | جیمز مک‌آووی              | آخرین ایستگاه                      | والنتین بولگاکوف                  |
| ۲۰۰۹           | آلفرد مولینا             | درس‌آموزی                           | جک میلر                           |
| ۲۰۰۹           | تیموتی اسپال             | یونایتد لعنتی                      | پیتر تیلور                        |
| ۲۰۱۰           | کریستین بیل              | مشت‌زن                              | دیکی اکلاند                       |
| ۲۰۱۰           | پیرس برازنان             | سایه‌نویس                           | آدام لَنگ                          |
| ۲۰۱۰           | اندرو گارفیلد            | شبکه اجتماعی                       | ادواردو ساورین                    |
| ۲۰۱۰           | تامی لی جونز             | مردان کمپانی                       | جین مک‌کلاری                       |
| ۲۰۱۰           | بیل مری                  | گت لو                              | فرانک کوئین                       |
| ۲۰۱۰           | شان پن                   | بازی منصفانه                       | جوزف سی. ویلسون                   |
| ۲۰۱۰           | جرمی رنر                 | شهر                                | جیمز «جم» کافلین                  |
| ۲۰۱۰           | جفری راش                 | سخنرانی پادشاه                     | لیونل لو                          |
| ۲۰۱۱           | آلبرت بروکس              | رانندگی                            | برنی رز                           |
| ۲۰۱۱           | کنت برانا                | هفته‌ای که با مریلین گذراندم        | لارنس الیویه                      |
| ۲۰۱۱           | کالین فارل               | رئیس‌های وحشتناک                    | بابی پلیت                         |
| ۲۰۱۱           | جونا هیل                 | مانیبال                            | پیتر برند                         |
| ۲۰۱۱           | ویگو مورتنسن             | یک روش خطرناک                      | زیگموند فروید                     |
| ۲۰۱۱           | نیک نولتی                | مبارز                              | پدی کانلون                        |
| ۲۰۱۱           | کریستوفر پلامر           | تازه‌کارها                          | هال فیلدز                         |
| ۲۰۱۱           | اندی سرکیس               | ظهور سیاره میمون‌ها                 | سزار                              |
| ۲۰۱۱           | کریستف والتس             | کشتار                              | آلن کووان                         |
| ۲۰۱۱           | هوگو ویوینگ              | پرتقال‌ها و تابش آفتاب              | جک                                |
| ۲۰۱۲           | خاویر باردم              | اسکای‌فال                           | رائول سیلوا                       |
| ۲۰۱۲           | رابرت دنیرو              | دفترچه امیدبخش                     | پاتریسیو «پت» سولیتانو سنیور.     |
| ۲۰۱۲           | جان گودمن                | پرواز                              | هارلینگ مِیز                       |
| ۲۰۱۲           | فیلیپ سیمور هافمن        | استاد                              | لنکستر داد                        |
| ۲۰۱۲           | تامی لی جونز             | لینکلن                             | تادئوس استیونس                    |
| ۲۰۱۲           | ادی ردمین                | بینوایان                           | ماریوس پونتمرسی                   |
| ۲۰۱۳           | جرد لتو                  | باشگاه خریداران دالاس              | رایون                             |
| ۲۰۱۳           | کیسی افلک                | خارج از کوره                       | رادنی بِیز جونیور                  |
| ۲۰۱۳           | بردلی کوپر               | حقه‌بازی آمریکایی                   | ریچی دای‌ماسو                      |
| ۲۰۱۳           | مایکل فاسبندر            | ۱۲ سال بردگی                       | ادوین اپس                         |
| ۲۰۱۳           | هریسون فورد              | ۴۲                                 | برنچ ریکی                         |
| ۲۰۱۳           | رایان گاسلینگ            | مکانی آن سوی کاج‌ها                 | لوک گلنتون                        |
| ۲۰۱۳           | جیک جیلنهال              | زندانیان                           | کارآگاه لوکی                      |
| ۲۰۱۳           | تام هنکس                 | نجات آقای بنکس                     | والت دیزنی                        |
| ۲۰۱۴           | جی. کی. سیمونز           | ویپلش                              | ترنس فلچر                         |
| ۲۰۱۴           | رابرت دووال              | قاضی                               | قاضی جوزف پالمر                   |
| ۲۰۱۴           | ایثن هاک                 | پسرانگی                            | میسون ایوانز سنیور                |
| ۲۰۱۴           | ادوارد نورتون            | بردمن                              | مایک شاینر                        |
| ۲۰۱۴           | مارک رافلو               | فاکس‌کچر                            | دیو شولتز                         |
| ۲۰۱۴           | اندی سرکیس               | طلوع سیاره میمون‌ها                 | سزار                              |
| ۲۰۱۵           | کریستین بیل              | رکود بزرگ                          | مایکل باری                        |
| ۲۰۱۵           | پل دینو                  | عشق و بخشش                         | برایان ویلسون                     |
| ۲۰۱۵           | بنیسیو دل تورو           | سیکاریو                            | آلخاندرو گیلیک                    |
| ۲۰۱۵           | مایکل کیتون              | اسپات‌لایت                          | والتر رابینسون                    |
| ۲۰۱۵           | مارک رافلو               | اسپات‌لایت                          | مایکل رزندس                       |
| ۲۰۱۵           | سیلوستر استالونه         | کرید                               | راکی بالبوآ                       |
| ۲۰۱۶           | جف بریجز                 | اگر سنگ از آسمان ببارد             | مارکوس همیلتون                    |
| ۲۰۱۶           | ماهرشالا علی             | مهتاب                              | خوآن                              |
| ۲۰۱۶           | هیو گرانت                | فلورانس فاستر جنکینز               | سنت کلر بیفیلد                    |
| ۲۰۱۶           | لوکاس هجز                | منچستر بای د سی                    | پاتریک چندلر                      |
| ۲۰۱۶           | ادی مورفی                | آقای چرچ                           | هنری جوزف چرچ                     |
| ۲۰۱۶           | دو پتل                   | شیر                                | سارو بریرلی                       |
| ۲۰۱۷           | سم راکول                 | سه بیلبورد خارج از ابینگ، میزوری   | افسر جیسون دیکسون                 |
| ۲۰۱۷           | ویلم دفو                 | پروژه فلوریدا                      | بابی هیکس                         |
| ۲۰۱۷           | آرمی همر                 | مرا با نامت صدا کن                 | اولیور                            |
| ۲۰۱۷           | داستین هافمن             | داستان‌های مایروویتز                | هارولد مایروویتز                  |
| ۲۰۱۷           | مارک رایلنس              | دانکرک                             | آقای داوسون                       |
| ۲۰۱۷           | مایکل شنون               | شکل آب                             | سرهنگ ریچارد استریکلند            |
| ۲۰۱۸           | ریچارد ئی. گرانت         | هرگز می‌توانی مرا ببخشی؟            | جک هاک                            |
| ۲۰۱۸           | ماهرشالا علی             | کتاب سبز                           | دان شرلی                          |
| ۲۰۱۸           | تیموتی شالامی            | پسر زیبا                           | نیک شف                            |
| ۲۰۱۸           | راسل کرو                 | پسر پاک شد                         | مارشال ایمونس                     |
| ۲۰۱۸           | آدام درایور              | بلکککلنزمن                         | کارآگاه فلیپ زیمرمن               |
| ۲۰۱۸           | سام الیوت                | ستاره‌ای متولد شده‌است               | بابی مِین                          |
| ۲۰۱۹           | ویلم دفو                 | فانوس دریایی                       | توماس ویک                         |
| ۲۰۱۹           | تام هنکس                 | روزی زیبا در محله                  | فرد راجرز                         |
| ۲۰۱۹           | آنتونی هاپکینز           | دو پاپ                             | پاپ بندیکت شانزدهم                |
| ۲۰۱۹           | جو پشی                   | مرد ایرلندی                        | راسل بوفالینو                     |
| ۲۰۱۹           | وندل پیرس                | عصای سوزان                         | ریورند تیلمن                      |
| ۲۰۱۹           | برد پیت                  | روزی روزگاری در هالیوود            | کلیف بوث                          |
| ۲۰۲۰           | چادویک بوزمن (پس از مرگ) | ۵ هم‌خون                            | نورمن ارل «استورمین نورمن» هالووی |
| ۲۰۲۰           | ساشا بارون کوهن          | دادگاه شیکاگو هفت                  | ابی هافمن                         |
| ۲۰۲۰           | کینگزلی بن-ادیر          | یک شب در میامی                     | مالکوم ایکس                       |
| ۲۰۲۰           | برایان دنهی              | درایوویز                           | دل                                |
| ۲۰۲۰           | بیل مری                  | روی صخره‌ها                         | فلیکس کین                         |
| ۲۰۲۰           | دیوید استراترن           | سرزمین خانه‌به‌دوش‌ها                 | دیوید                             |
| ۲۰۲۱           |                          |                                    |                                   |
| رابین دی ژسوس  | تیک، تیک... بوم!         | مایکل                              |                                   |
| جیمی درنان     | بلفاست                   | پا                                 |                                   |
| کیران هایندز   | بلفاست                   | پاپ                                |                                   |
| جرد لتو        | خانه گوچی                | پائولو گوچی                        |                                   |
| جی. کی. سیمونز | ریکاردوس بودن            | ویلیام فرالی                       |                                   |
| کدی اسمیت-مک‌فی | قدرت سگ                  | پیتر گوردون                        |                                   |